# دوغلاس إي. لونش
دوغلاس إي. لونش (بالإنجليزية: Douglas E. Lynch)‏ هو أكاديمي أمريكي، ولد في 7 مايو 1964.